# Microcausta
Microcausta is een geslacht van vlinders van de familie grasmotten (Crambidae).

## Soorten
- M. argenticilia Hampson, 1919
- M. bipunctalis Barnes & McDunnough, 1914
- M. cnemoptila Meyrick, 1931
- M. flavipunctalis Barnes & McDunnough, 1913
- M. ignifimbrialis Hampson, 1895